# Live Your Life
"Live Your Life" je pjesma američkog repera T.I.-a. Objavljena je kao treći singl s njegovog šestog studijskog albuma albuma Paper Trail 23. rujna 2008. godine. Pjesma je T.I.-jev duet s barbadoškom pjevačicom Rihannom.

## O pjesmi
Pjesmu su producirali Just Blaze i Canei Finch. Njena službena premijera bila je tijekom dodjele MTV-jevih Video Music nagrada 2008. godine kad ju je T.I. izvodio. Pjesma je T.I.-jev treći singl koji je dospio na prvo mjesto ljestvice Billboard Hot 100 (nakon "My Love" s Justinom Timberlakeom i njegovog prethodnog singla "Whatever You Like") i Rihannin peti broj jedan na istoj ljestvici (nakon "SOS", "Umbrella", "Take a Bow" i "Disturbia"). Pjesma sadrži uzorke iz pjesme "Dragostea din tei" moldavskog pop sastava O-Zone.
U Ujedinjenom Kraljevstvu objavljena je u digitalnom formatu 8. studenog, a objavljena na CD-u 24. studenog. Dospjela je na drugo mjesto samo zbog digitalnog preuzimanja i tako postala T.I-jev treći singl koji je dospio na jedno od prvih 5 mjesta te ljestvice (nakon "Soldier" od Destiny's Child s Lil Wayneom koja je završila na 4. mjestu i "My Love" s Justinom Timberlakeom koja je dospjela na drugo mjesto), a Rihannin deveti.
Pjesma je dobila tri platinaste certifikacije u Americi i jednu platinastu certifikaciju u Novom Zelandu.
Šesta je najbolja hip hop pjesma 2008. godine po ljestvici MTV-a. Pjesma se može čuti u filmu Mamurluk i u njegovom traileru. Pjesma je donijela T.I-u i Rihanni BET nagradu 2009. godine u kategoriji Viewer's Choice Award što je T.I.-jeva treća i Rihannina prva BET nagrada. Pjesma je dobila MTV-jevu Video Music nagradu za najbolji muški video (Best Male Video) 2009. godine. Nominirana je i za nagradu za pjesmu godine (Track Of the Year), najbolju hip hop suradnju (Best Hip Hop Collaboration) i najbolji hip hop suradnju (Best Hip Hop Video) na dodjeli BET hip hop nagrada 2009. godine, a dobila je nagrade za najbolju hip hop suradnju i najbolji hip hop video. Dobila je i nominaciju za najdražu glazbenu suradnju (Favorite Music Collaboration) na dodjeli People's Choice nagrada 2009. godine.

## Popis pjesama
Digitalni singl
| Br. | Skladba                          | Tekstopisac                                                 | Sample(s)                                                        | Trajanje |
| --- | -------------------------------- | ----------------------------------------------------------- | ---------------------------------------------------------------- | -------- |
| 1.  | »Live Your Life« (feat. Rihanna) | Clifford Harris, Robyn Fenty, Justin Smith, Balan Dan Mahai | - Sadrži isječak iz pjesme "Dragostea din tei" od sastava O-Zone | 5:39     |

UK Singl
| Br. | Skladba                                             | Tekstopisac                                                 | Sample(s)                                                        | Trajanje |
| --- | --------------------------------------------------- | ----------------------------------------------------------- | ---------------------------------------------------------------- | -------- |
| 1.  | »Live Your Life (Explicit Version)« (feat. Rihanna) | Clifford Harris, Robyn Fenty, Justin Smith, Balan Dan Mahai | - Sadrži isječak iz pjesme "Dragostea din tei" od sastava O-Zone | 5:39     |

## Ostale inačice
- Texas 4 Life - Chamillionaire
- Live Your Life Freestyle - Rick Ross
- Live Your Life Freestyle - Pitbull
- Gettin' That Paper - Nicki Minaj feat. Busta Rhymes
- Live Yo Life - Trae
- Live Your Life - A Plea for Purging
- Live Your Life - Lil Wayne & Jay Z

## Top ljestvice
| Top ljestvica (2008.)               | Najviša poszicija |
| ----------------------------------- | ----------------- |
| Australija                          | 3                 |
| Austrija                            | 5                 |
| Belgija (Flandrija)                 | 15                |
| Belgija (Valonija)                  | 19                |
| Kanada                              | 4                 |
| Danska                              | 15                |
| Nizozemska                          | 5                 |
| Europa                              | 4                 |
| Finska                              | 9                 |
| Francuska                           | 17                |
| Njemačka                            | 12                |
| Irska                               | 3                 |
| Novi Zeland                         | 2                 |
| Norveška                            | 6                 |
| Slovačka                            | 11                |
| Švedska                             | 6                 |
| Švicarska                           | 8                 |
| Turska                              | 3                 |
| Ujedinjeno Kraljevstvo              | 2                 |
| SAD Billboard Hot 100               | 1                 |
| SAD Billboard Hot R&B/Hip-Hop Songs | 2                 |
| SAD Billboard Hot Rap Tracks        | 1                 |
| SAD Billboard Pop 100               | 1                 |
| SAD Billboard Pop Songs             | 1                 |

### Certifikacije
| Država                 | Izdavač | Certifikacija | Prodaja    |
| ---------------------- | ------- | ------------- | ---------- |
| Australija             | ARIA    | platinasta    | 70 000+    |
| Novi Zeland            | RIANZ   | platinasta    | 15,000+    |
| SAD                    | RIAA    | 3x platinasta | 3 000 000+ |
| Ujedinjeno Kraljevstvo | BPI     | srebrna       | 325 000    |